# Елена Флоровская
Преподобная Елена Флоровская или Елена Киево-Флоровская, в миру Екатерина Алексеевна Бехтеева (1756, Губерния Воронежская, Империя Всероссийская — 1834, Город Киев, Империя Всероссийская) — Святая и Преподобная, подвизавшаяся в Обители в честь Флора (Фрола) и Лавра на территории Старого Киева в XVIII веке. Православной Церковью в Современной Украине причислена к Собору Преподобных Жён Киева. Среди ее близких и далеких родственников - ее племянник, чиновник при Священном Синоде Алексей Павлов, муж ее племянницы генерал Ермолов и его двоюродный брат генерал Давыдов и множество других людей разных времён и народов, включая современных украинцев, белоруссов, россиян, поляков, татар, евреев и других, люди разных профессий и вероисповеданий.

## Жизнеописание
Представительница рода Бехтеевых (Бахтеевых), потомков татар-ордынцев, выехавших на Старую, Святую, Княжескую Русь под опекой Митрополии Русской и Киевской и принявших православие. 
Собеседница и ученица  Святителя Тихона Задонского, за свои проповеди и труды в сфере популяризации православного вероучения и богословия по праву называемого Русским Златоустом.
Происходила из богатой и знатной воронежской семьи. Иноческий постриг приняла в Воронежском Покровском женском монастыре, однако спустя некоторое время перешла во Флоровский монастырь в Киеве. Ещё при жизни многие посещали её для получения наставлений. После кончины матушки Елены произошло множество случаев и чудес благодатной помощи. Память преподобной Елены Киево-Флоровской совершается 6 октября.

## Прославление
Мощи обретены 16 августа 2009 года и покоятся в храме Вознесения Господня.
В 2009 году решением Синода УПЦ причислена к лику местночтимых святых Киевской епархии.
На монастырском подворье в селе Гоголев Киевской области устроен и освящен алтарь во имя преподобной Елены Киево-Флоровской.